# Tricesimo
Tricesimo (friülà Tresesin) és un municipi italià, dins de la província d'Udine. L'any 2007 tenia 7.733 habitants. Limita amb els municipis de Cassacco, Pagnacco, Reana del Rojale, Tarcento, Tavagnacco, Treppo Grande i Colloredo di Monte Albano.

## Administració
| Període | Identitat       | Partit      |
| ------- | --------------- | ----------- |
| 2004-   | Andrea Mansutti | Centredreta |